# Decatur (Indiana)
Decatur es una ciudad ubicada en el condado de Adams en el estado estadounidense de Indiana. En el Censo de 2010 tenía una población de 9405 habitantes y una densidad poblacional de 627,93 personas por km².

## Geografía
Decatur se encuentra ubicada en las coordenadas 40°49′49″N 84°55′41″O / 40.83028, -84.92806. Según la Oficina del Censo de los Estados Unidos, Decatur tiene una superficie total de 14.98 km², de la cual 14.96 km² corresponden a tierra firme y (0.1%) 0.02 km² es agua.

## Demografía
Según el censo de 2010, había 9405 personas residiendo en Decatur. La densidad de población era de 627,93 hab./km². De los 9405 habitantes, Decatur estaba compuesto por el 94.72% blancos, el 0.54% eran afroamericanos, el 0.37% eran amerindios, el 0.36% eran asiáticos, el 0.02% eran isleños del Pacífico, el 2.57% eran de otras razas y el 1.41% pertenecían a dos o más razas. Del total de la población el 8.4% eran hispanos o latinos de cualquier raza.